# 김우석 (배우)
김우석(1996년 6월 25일 ~ )은 대한민국의 전 배우이다.

## 학력
- 장당중학교
- 이충고등학교
- 국민대학교

## 연기 활동

### 드라마
- 2006년 SBS 아침연속극 《맨발의 사랑》
- 2008년 KBS1 단막극 《HDTV 문학관 - 봄, 봄봄》
- 2008년 KBS2 주말연속극 《내 사랑 금지옥엽》
- 2009년 MBC 주말드라마 《잘했군 잘했어》
- 2009년 MBC 일일연속극 《살맛 납니다》
- 2009년 MBC 수목드라마 《히어로》 ... 어린 강혜성 역
- 2010년 MBC 월화드라마 《동이》
- 2010년 KBS 월화드라마 《구미호: 여우누이뎐》 ... 윤충일 역
- 2011년 MBC 월화드라마 《짝패》 ... 어린 세갑 역
- 2012년 KBS2 단막극 《KBS 드라마 스페셜 - 불이문》 ... 어린 득우 역
- 2012년 KBS2 수목드라마 《각시탈》 ... 어린 이강토 역
- 2013년 MBC 수목드라마 《메디컬 탑팀》 ... 이영우 역
- 2013년 MBC 월화드라마 《구가의 서》 ... 성이 역
- 2013년 MBC 월화특별기획 《기황후》 ... 소년 역
- 2014년 SBS 월화드라마 《비밀의 문》 ... 15세 이선/15세 이산 역 (이제훈 아역)
- 2015년 KBS2 TV소설 《그래도 푸르른 날에》 ... 이영훈 역
- 2016년 tvN 금토드라마 《시그널》 ... 이동진 역 - 인주 여고생 성폭행 사건 가해자
- 2016년 SBS 월화드라마 《대박》 ... 연령군 역

### 영화
- 2007년 《1번가의 기적》 ... 병아리 아이 역
- 2008년 《도레미파솔라시도》 ... 꼬마 1 역
- 2008년 《당신이 잠든 사이에》 ... 낚시터 꼬마 역
- 2010년 《김복남 살인사건의 전말》 ... 어린 서 경사 역
- 2015년 《돼지 같은 여자》 ... 재현 역